# Lleó (astrologia)

Símbol astrològic per Lleó

Lleó és el cinquè signe del zodíac el qual és ocupat pel Sol entre el 23 de juliol i el 22 d'agost aproximadament i segons l'any. És regit pel mateix Sol i els seus colors naturals són l'or, el taronja i el vermell. Les pedres amb les que s'identifica són l'ambre, el diamant i el robí. És classificat com un signe de l'element foc i de qualitat fixa. L'arquetip de personalitat de lleó manifesta conceptes claus tals com l'orgull, la vanitat, la magnanimitat, la creativitat, entre d'altres, a més del fet que tendeix a desplegar un comportament regi, privilegiat, i és amant de ser el centre d'atenció.
S'avé molt amb els altres signes de foc (Àries i Sagitari) i amb els signes d'aire exceptuant, amb matisos, amb l'Aquari per ser-ne el seu oposat alhora que desplega una forta incompatibilitat amb Taure i Escorpió. Aquest quadre de compatibilitats i incompatibilitats no reflecteix un perfil individual o lectura individual tal com s'interpreta dins de l'astrologia, sinó que donen una orientació general i la referència a la compatibilitat segons el que és dictat per variables com qualitats i elements en el zodíac.